# Corymborkis forcipigera
Corymborkis forcipigera là một loài thực vật có hoa trong họ Lan. Loài này được (Rchb.f. & Warsz.) L.O.Williams mô tả khoa học đầu tiên năm 1946.